# Emajl en résille sur verre
Emajl en résille sur verre je rijetka tehnika emajliranja koja je prvo korištena u Francuskoj - u jednom kratkom periodu 17. stoljeća.Tehniku je kasnije ponovo otkrila amerikanka Margret Craver, koja se s njome susrela 1953 te je potom provela 13 godina kako bi je ponovo otkrila i usavršila.

## Tehnika
Željeni se motiv prvo jetkanjem prenese na staklenu podlogu,te se motiv optoči zlatnom folijom koja se emajlira i potom zatopi na staklo. Komliciranost tehnike je prije svega u tome da treba pažljivu regulaciju temperature kako pri taljenju emajla ne bi rastopili i staklenu podlogu. Rubovi folije se uvrnu ,što daje dojam kako se radi o najfinijem ćelijastom emajlu koji možete zamisliti.

## Vanjske poveznice
https://web.archive.org/web/20090713051944/http://www.americanart.si.edu/luce/object.cfm?key=338&artistmedia=0&subkey=330